# قره‌بلاغ (علی‌آباد)
دره بلاغ، روستایی است از توابع بخش کمالان شهرستان علی‌آباد در استان گلستان ایران.

## جمعیت
این روستا در دهستان شیرنگ قرار دارد و براساس سرشماری مرکز آمار ایران در سال ۱۳۸۵، جمعیت آن ۲۴۴۶ نفر (۵۲۳خانوار) بوده‌است.